# Chiridotidae
Famille
Les Chiridotidae sont une famille d'holothuries (concombre de mer), de l'ordre des Apodida.

## Caractéristiques

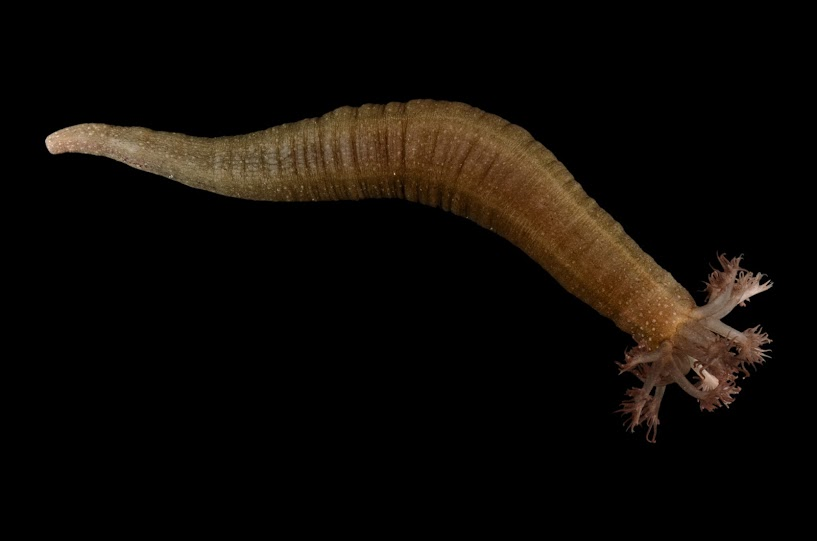
Polycheira rufescens.

Cet ordre compte de petites holothuries vagiles de forme allongée, dont la bouche est entourée de tentacules buccaux digités (parfois pelto-digités) et charnus (portant 3-10 digitations de chaque côté). Elles n'ont ni podia ni canaux radiaux. Elles n'ont pas non plus d'appareil respiratoire complexe comme les autres holothuries, et respirent directement à travers leur peau. Leurs ossicules sont majoritairement en forme de roues à 6 rayons, mais aussi en "C", en courts bâtonnets ou en granules miliaires.

## Liste des genres
Selon World Register of Marine Species (2 mai 2014) :
- genre Archedota O'Loughlin in O'Loughlin & VandenSpiegel, 2007 -- 1 espèce
- genre Chantalia Martins & Souto 2020 -- 1 espèce
- genre Chiridota Eschscholtz, 1829 -- 33 espèces
- genre Kolostoneura Becher, 1909 -- 2 espèces
- genre Neotoxodora Liao, Pawson & Liu, 2007 -- 1 espèce
- genre Ovalidota Pawson, 2004 -- 1 espèce
- genre Paradota Ludwig & Heding, 1935 -- 3 espèces
- genre Polycheira Clark, 1908 -- 2 espèces
- genre Psammothuria Rao, 1968 -- 1 espèce
- genre Rowedota O'Loughlin & VandenSpiegel, 2010 -- 5 espèces
- genre Scoliorhapis Clark, 1946 -- 5 espèces
- genre Sigmodota Studer, 1876 -- 3 espèces
- genre Taeniogyrus Semper, 1867 -- 28 espèces

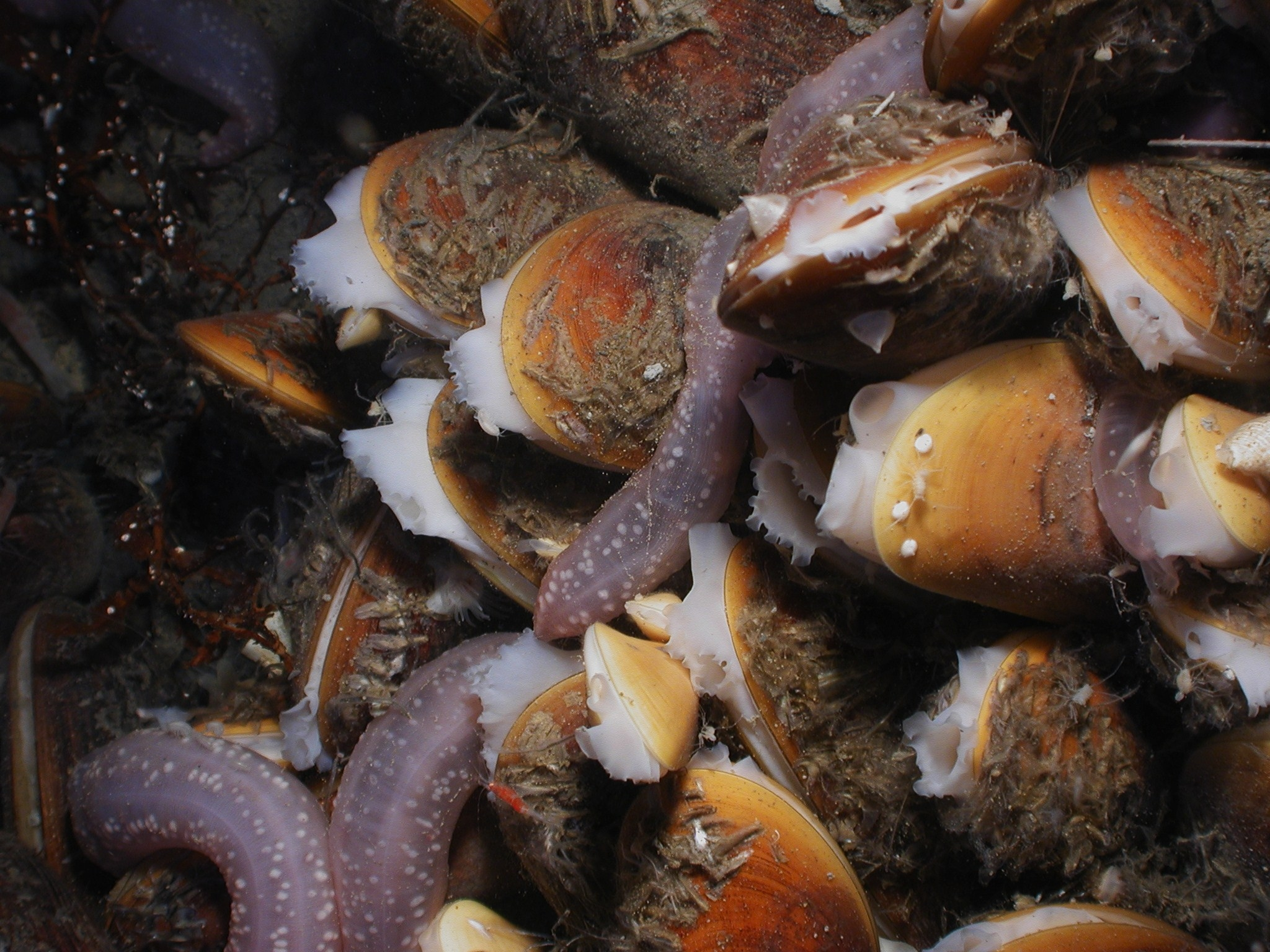
Chiridota heheva
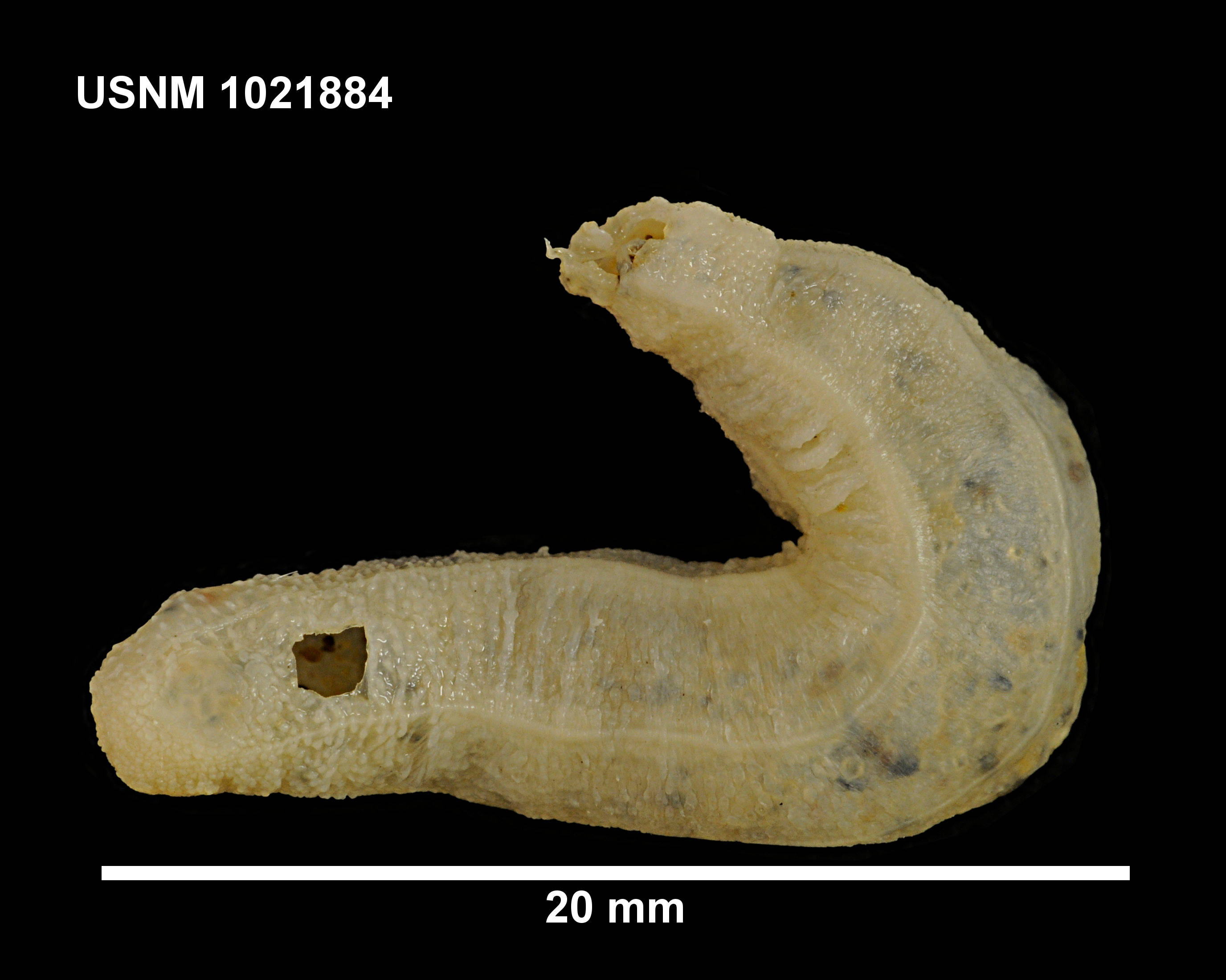
Kolostoneura novaezealandiae
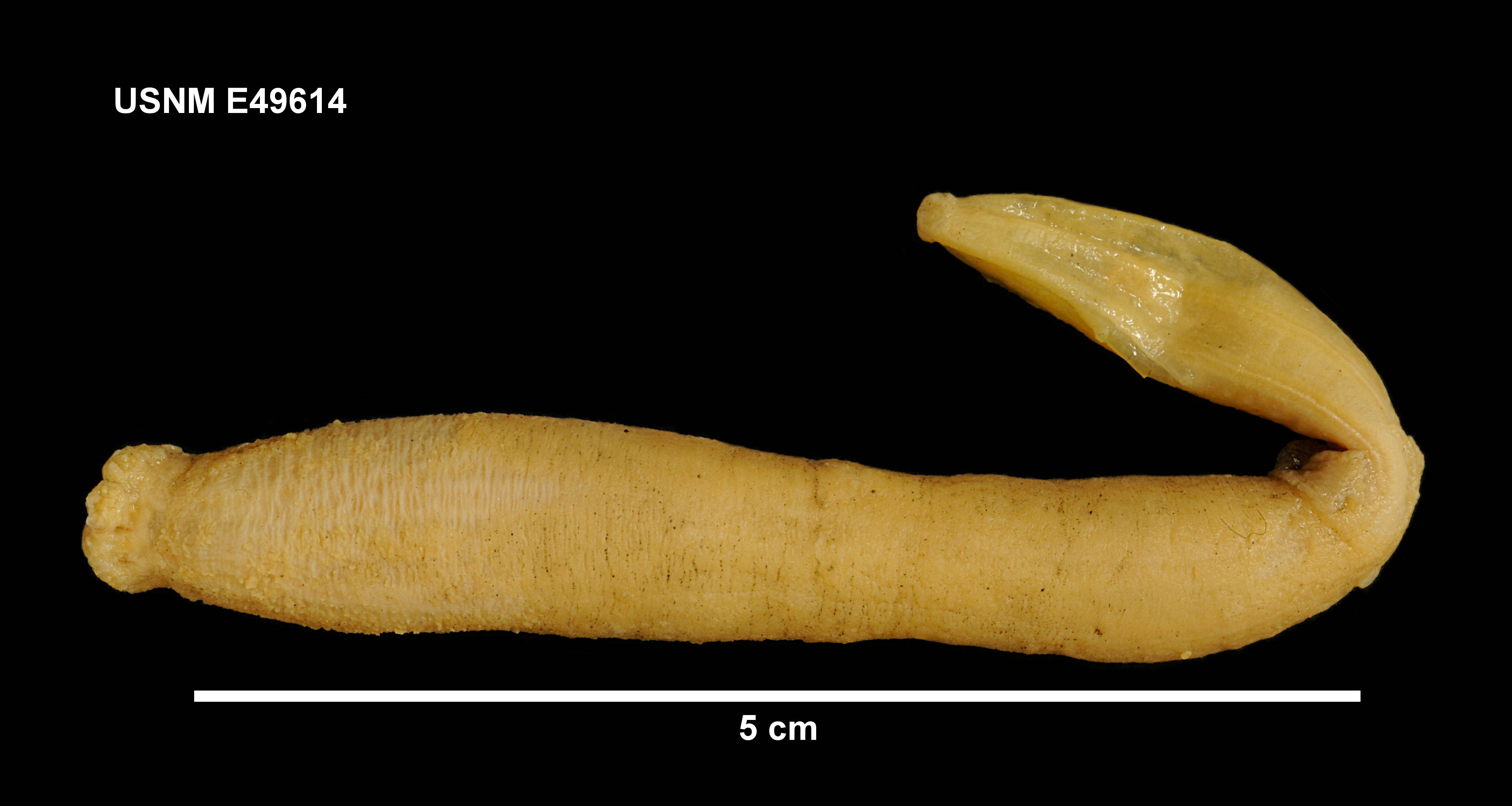
Paradota weddellensis
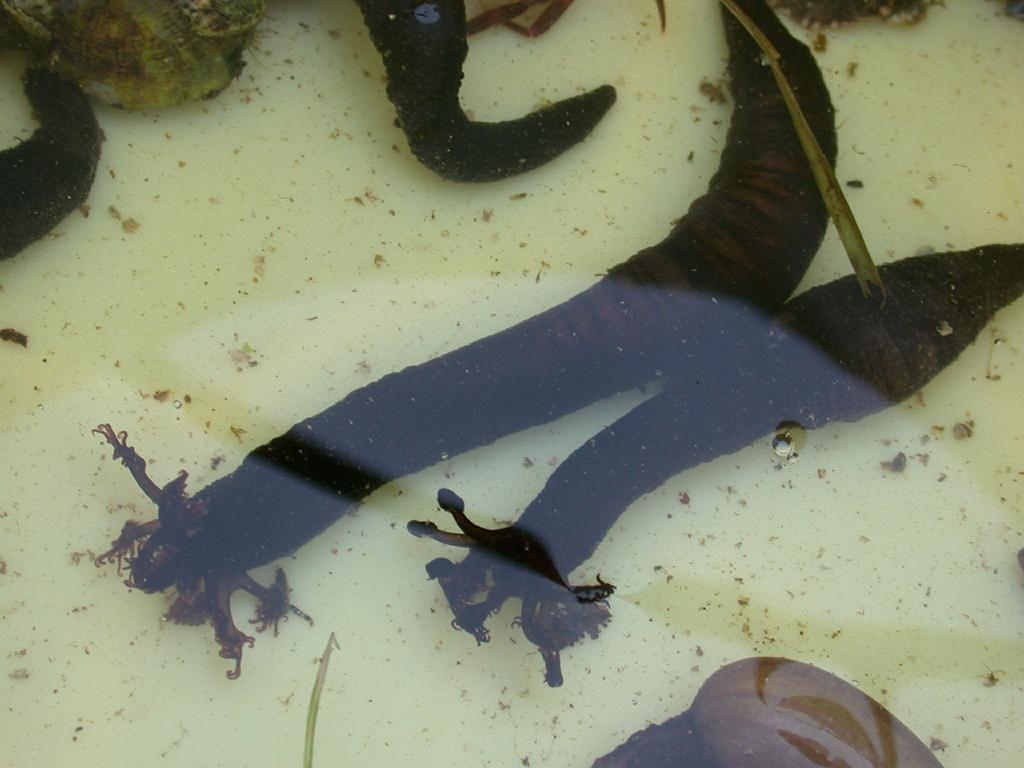
Polycheira rufescens
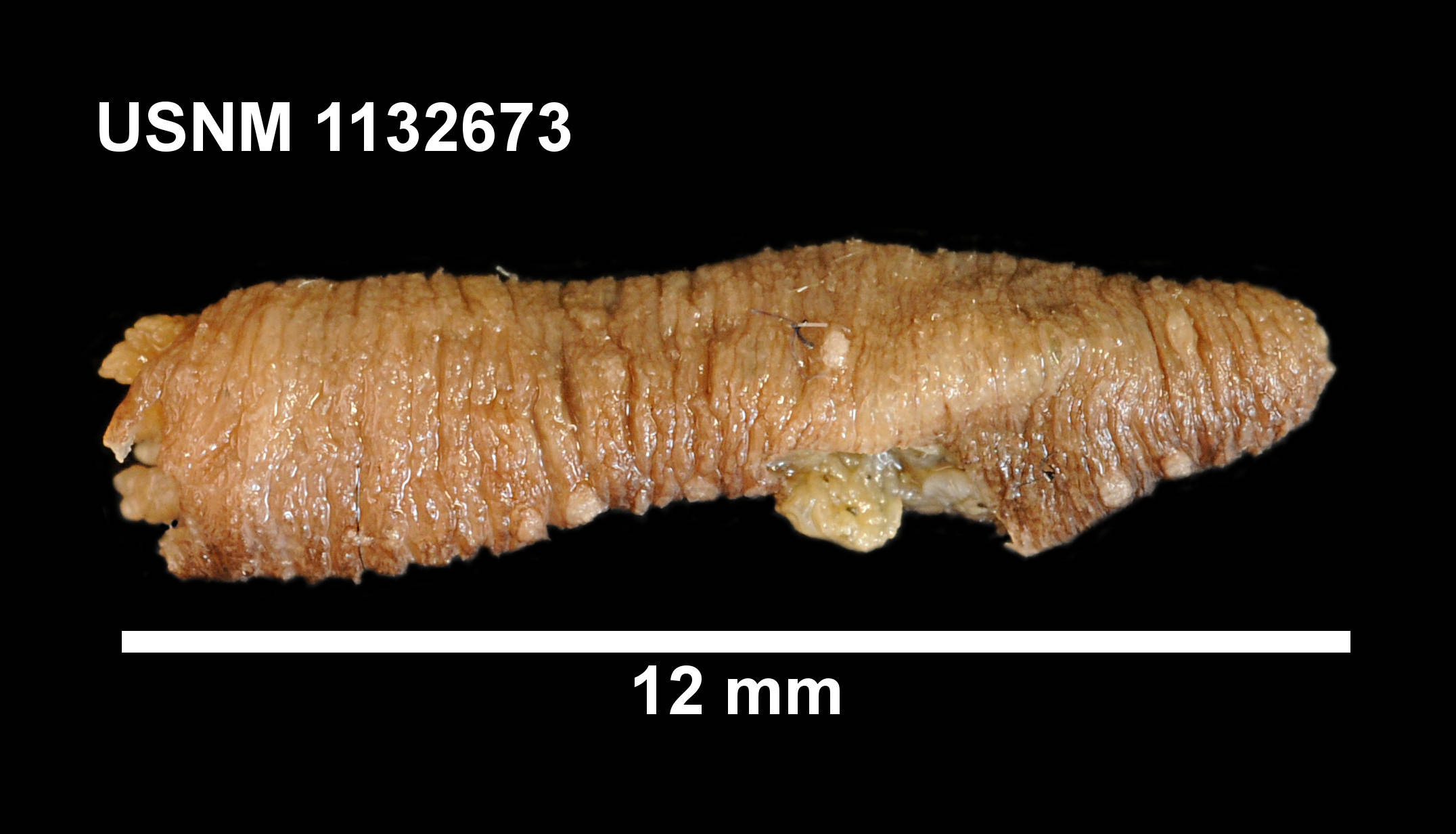
Sigmodota contorta
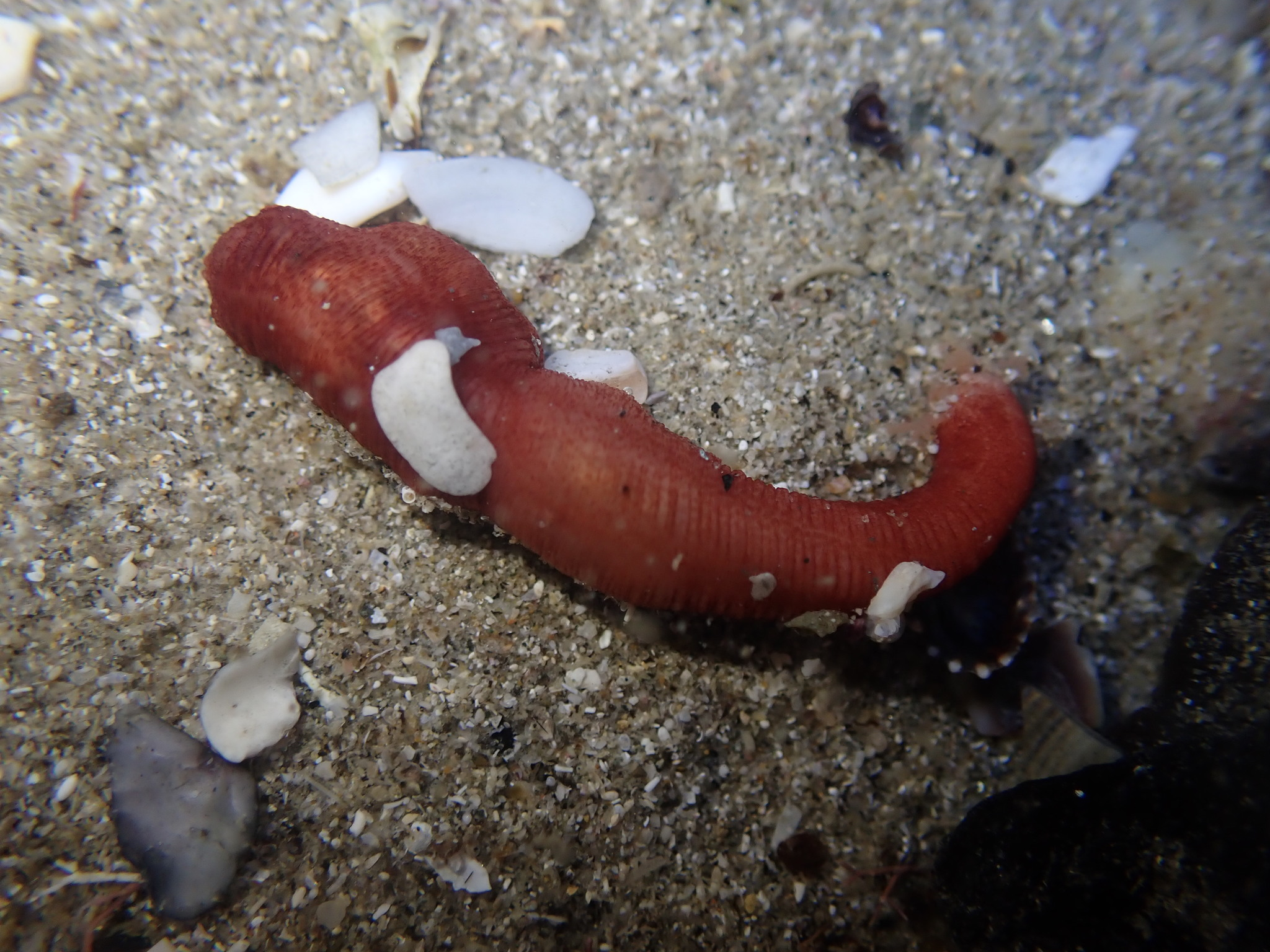
Taeniogyrus dunedinensis
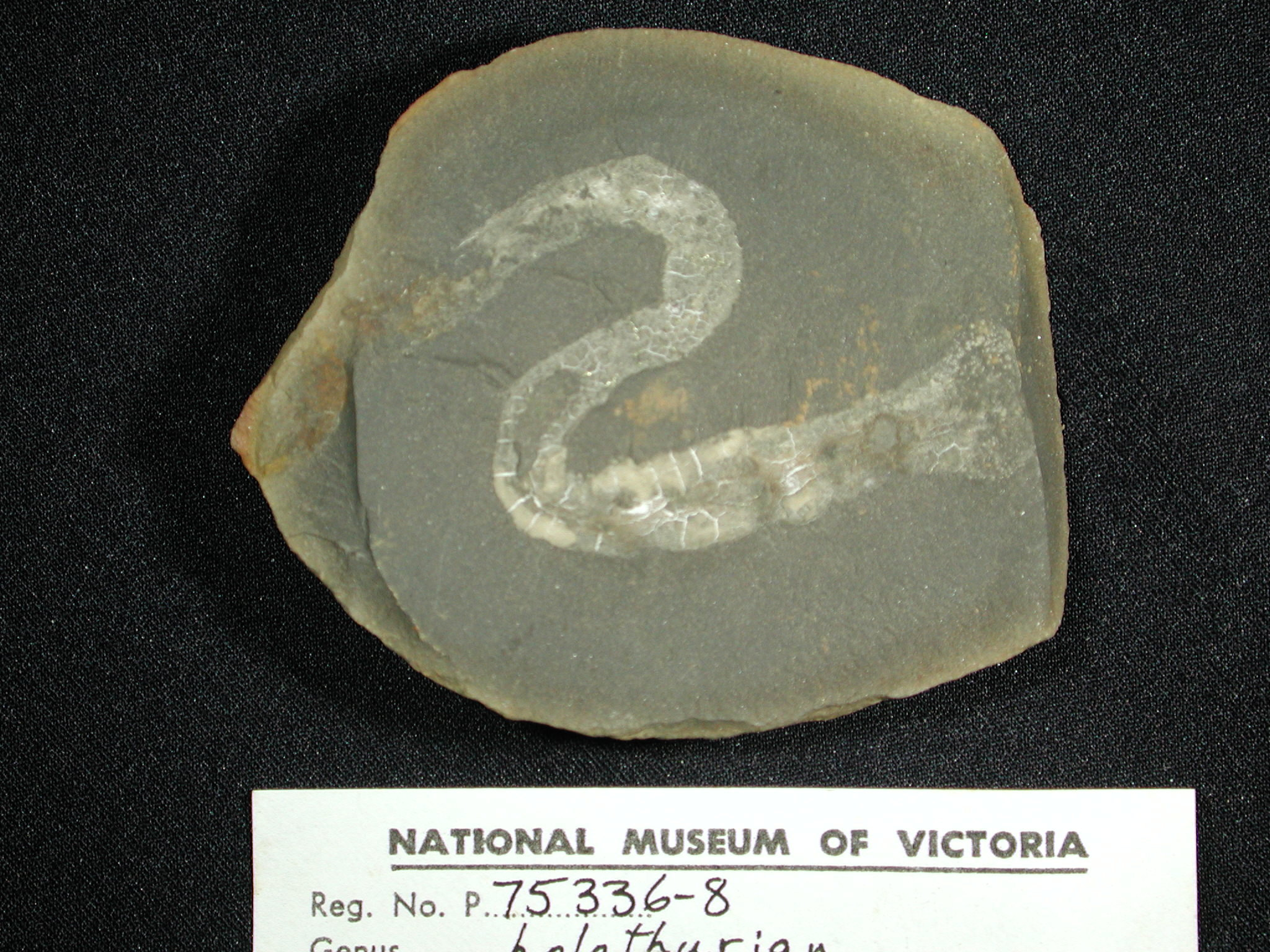
Chiridotidae fossile.